# Синагога Дейхеса
Синагога Дейхеса (пол. Synagoga Salomona Deichesa) — бывшая синагога, находящаяся по адресу улица Бжозовая, 6 в краковском историческом районе Казимеж, Польша.
Двухэтажное здание синагоги было построено в 1890—1892 годах по традиционной технологии, из керамического кирпича по заказу религиозной общины. Синагога была названа именем Соломона Дейхеса, который финансировал строительство. Автором проекта был еврейский архитектор Хенрик Ламенсдорф. 
Во время Второй мировой войны синагога была значительно разрушена немцами. После войны здание синагоги было перестроено и соединено с соседними домами. От синагоги до настоящего времени сохранился фасад с полукруглыми окнами и входной дверью, терраса с полукруглыми окнами и символом Декалога и задняя часть здания, на третьем этаже которого сохранились полукруглые окна бывшего зала синагоги.
На 2017 год в здании находилась актёрская школа «Lart Studio».

## Галерея
- Проект синагоги
- Задняя часть здания, которое ранее было залом синагоги. На третьем этаже выделяются полукруглые окна бывшей синагоги
- Вид фасада сбоку